# كريس هوارد (لاعب كرة قاعدة أمريكي)
كريس هوارد (بالإنجليزية: Chris Howard) هو لاعب كرة قاعدة أمريكي، ولد في 18 نوفمبر 1965 في لين في الولايات المتحدة.